# Store Kongensgadefabriken
Store Kongensgadefabriken , danska: Store Kongensgade Fajancefabrik, var en fajansfabrik vid Store Kongensgade i Köpenhamn 1722–1772.
Fabriken grundades 1722 som första fajansfabrik i Norden med Johann Wolff som förste verkmästare. Denne lämnade 1725 Danmark och reste till Sverige, där han var med om att grunda Rörstrands Porslinsfabrik. 1727 blev Johan Ernst Pfau fabrikens verkmästare och var dess konstnärlige ledare fram till 1748. Detta år övertogs Store Kongensgadefabriken av bryggaren Christian Gierlöf, och 1772 nedlades verksamheten. Vid fabriken tillverkades mestadels blåvita fajanser i delftstil. Det var bland annat konkurrensen med det nya engelska flintgodset som fick Store Kongensgadefabriken på fall.